# لینا مرگان
لینا مُرگان (اسپانیایی: Lina Morgan‎؛ ‏ ۲۰ مارس ۱۹۳۶ – ۱۹ اوت ۲۰۱۵) بازیگر اهل اسپانیا بود.
از فیلم‌ها یا مجموعه‌های تلویزیونی که وی در آن‌ها نقش داشته است، می‌توان به سرکش، خون‌آشام‌های ۱۹۳۰، ابله تمام‌عیار و امکانش هست؟ اشاره کرد.